# 9 г. пр.н.е.
9 (девета) година преди новата ера (пр.н.е.) е обикновена година, започваща в сряда, четвъртък, петък или високосна година, започваща в четвъртък по юлианския календар.

## Събития

### В Римската империя
- Консули на Римската империя са Нерон Клавдий Друз и Тит Квинкций Криспин Сулпициан.
- Друз е начело на военна кампания срещу маркоманите, но получава смъртоносна рана след падане от кон.
- Римляните, под началството на Тиберий, постигат победа в т.нар. Панонска война (13 – 9 г. пр.н.е.) и завоюват Панония и свободните дотогава части от Далмация, които стават част от провинция Илирик.[1][2]
- 30 януари – Олтарът на мира, възложен за строителство от Сената четири години по-рано, е официално осветен.[3]

#### Набатейско царство
- След смъртта на Обода III на трона в царството се възкачва Арета IV. Заражда се криза около наследството, в която се намесва император Август недоволен от пропусналия да потърси одобрението му нов владетел и подтикван от набатейски министър пребиваващ на дипломатическа мисия в Рим, който собствени амбиций към престола. Неохотно принцепса решава спора в полза на Арета, а министъра е осъден на смърт, но успява да избегне наказанието.[4]

## Родени
- Пин Ди, китайски император (умрял 6 г.)

## Починали
- Нерон Клавдий Друз, син на Ливия Друзила, доведен син на Август и брат на Тиберий (роден 38 г. пр.н.е.)
- Обода III, набатейски цар